# Облачната врата
Облачната врата (на английски: Cloud Gate) е публична скулптура на британския художник сър Аниш Капур, разположена в централната част на AT&T Плаза в парка Милениум в район Лууп, Чикаго, Илинойс. Скулптурата и AT&T Плаза се намират на върха на Парк Грил, между пешеходната алея Чейс и ледената пързалка Маккормик Трибюн. Скулптурата е създадена в периода 2004 – 2006 г. и заради характерната ѝ форма, местните са ѝ дали народното название „Бобчето“. Облачната врата е изработена от 168 листа от неръждаема стомана, заварени заедно, като повърхността ѝ е силно полирана и без видими шевове. Скулптурата е с размери 10 м x 20 м x 13 м и тежи 100 тона.
Дизайнът на Капур е вдъхновен от течния живак, а повърхността на скулптурата отразява и изкривява силуета на града. Посетителите имат възможност да се разхождат и под високата 3,7 м арка на Вратата. От долната страна на скулптурата е „пъпа“, вдлъбната камера, която изкривява и умножава отраженията. Скулптурата стъпва на много от художествените теми, типични за творчеството на Капур, и е популярна сред туристите като място за снимки заради уникалните ѝ отразяващи свойства.
Облачната врата е създадена в резултат на конкурс за дизайн. Дизайнът на Капур е избран за победител, но след това възникват многобройни технологични притеснения относно конструкцията и монтажа на скулптурата, както и относно поддръжката ѝ, в допълнение към опасенията относно поддържането и поддръжката на скулптурата. Консултирани са различни експерти, някои от които смятат, че дизайнът не може да бъде изпълнен. В крайна сметка е открит възможен метод, но конструкцията на скулптурата изостава от графика. По време на тържественото откриване на парка Милениум през 2004 г., скулптурата е разкрита в незавършен вид, след което отново е покрита до окончателното ѝ завършване. Облачната врата е официално открита на 15 май 2006 г. и оттогава придобива значителна популярност както в страната, така и в международен план.

## Дизайн
Разположен между езерото Мичиган на изток и района Лууп на запад, Грант Парк е зеленият двор на Чикаго от средата на 19 век. Северозападният му ъгъл, северно от улица Монро и Института за изкуство, на изток от авеню Мичиган, южно от улица „Рандолф“ и западно от „Колумб Драйв“, е бил част от дворовете и паркингите на централноилинойската железопътна мрежа до 1997 г., когато теренът е предоставен на градската управа за развитие като парк Милениум. През 2007 г. паркът става втората по големина туристическа атракция в Чикаго, предшествана единствено от Военноморския кей.
През 1999 г. служители на Милениум Парк и група колекционери на изкуство, куратори и архитекти преглеждат творчеството на 30 различни артисти и отправят покани към двама от тях да направят предложение за скулптура в новия парк. Американският художник Джеф Куунс внася предложение за издигане на постоянна 46-метрова скулптура на детска пързалка; дизайнът му от стъкло и стомана включва наблюдателна площадка на височина 27 м. над земята, до която да се стига с асансьор. Комитетът избира втория дизайн – този на международно признатия скулптор Аниш Капур. Предложената скулптура с размери 10 на 20 на 13 метра и с тегло 100 тона включва безшевна повърхност от неръждаема стомана, вдъхновена от течния живак. Идеята е огледалната повърхност да отразява хоризонта на Чикаго, но елипсовидната форма на скулптурата да води до изкривяване на отразеното изображение. Докато посетителите обикалят структурата, повърхността ѝ ще действа като огледало за забавление, тъй като ще изкривява отраженията им.
В долната страна на скулптурата има вдлъбнатина, чиято огледална повърхност осигурява множество отражения на всеки предмет, разположен под нея. Най-високата точка на тази вдлъбнатина е 8,2 м над земята; това позволява на посетителите да минават под свода на скулптурата, така че да я видят от всички страни. По време на официалната церемония по откриването на парка през юли 2004 г. пресата описва вдлъбнатината като „подобен на лъжица пъп от долната страна“. Скулптурата от неръждаема стомана първоначално е била замислена като централен експонат в градината Лури в югоизточния ъгъл на парка. Представителите на парка обаче решават, че монументът е твърде голям за градината Лури и решават да го разположат на AT&T Плаза, въпреки възраженията на Капур. Отразени както от източната, така и от западната страна на скулптурата, се виждат небостъргачи на север по улица Ийст Рандолф, включително The Heritage, Smurfit-Stone Building, Ту Пруденшъл Плаза, Уан Пруденшъл Плаза и АОН Център.

Въпреки че Капур не рисува с компютри, компютърното моделиране се оказва от съществено значение за процеса на анализ на сложната форма, предложена от него, която създава множество проблеми. Тъй като идеята е скулптурата да стои на открито, възникват опасения, че тя може да задържа и провежда топлина по начин, който да я направи прекалено гореща за допир през лятото и твърде студена през зимата. Възникват опасения и за отслабване на конструкцията поради екстремните температурни разлики между различните сезони. Графити, птичи изпражнения и пръстови отпечатъци също са потенциални проблеми, тъй като биха повлияли на естетиката на повърхността. Най-належащият въпрос обаче се оказва необходимостта от създаване на визуално безшевна външна обвивка, подвиг, който архитектът Норман Фостър някога смятал за почти невъзможен.
Докато се изгражда скулптурата, обществеността и медиите ѝ дават прякора „Бобчето“ заради характерната ѝ форма – име, което Капур определя като „напълно глупаво“. Месеци по-късно Капур официално кръщава произведението си Облачната врата, но с времето възприема и прякора „Бобчето“. Критиците описват скулптурата като преход между световете. Три четвърти от външната повърхност на скулптурата отразяват небето, откъдето идва и името ѝ като врата, която свързва пространството между небето и зрителя. Облачната врата е първата публична творба на открито на Капур в Съединените щати и е произведението, с което той е най-популярен в страната според Файненшъл Таймс.
Облачната врата е окончателно завършена на 28 август 2005 г. и официално разкрита на 15 май 2006 г. Цената на творбата първоначално е оценена на 6 милиона долара, но с времето сумата нараства до 11,5 милиона долара към момента на откриване на парка през 2004 г. и крайна цифра от 23 милиона долара при откриването ѝ в окончателен вид през 2006 г. Създаването на скулптурата е изцяло финансирано от дарения от физически лица и корпорации, не са използвани публични средства.
Договорът на Капур гласи, че творбата трябва да оцелее 1000 години. Долните 1,8 м на Облачната врата се бършат два пъти дневно на ръка, докато цялата скулптура се почиства два пъти годишно със 150 л течен почистващ препарат.

## Приемане
Кметът на Чикаго Ричард М. Дейли обявява деня на откриване на скулптурата, 15 май 2006 г., за „Ден на Облачната врата“. Капур присъства на тържеството, а местният джаз тромпетист Орбърт Дейвис и Чикагската джаз филхармония свирят авторската песен „Фанфари за Облачната врата“ (композирана от Дейвис). Публиката моментално се влюбва в скулптурата, наричайки я с обич „Бобчето“. Облачната врата бързо се превръща в популярно произведение на публичното изкуство и става неизменна част от различни сувенири като пощенски картички, суичъри и плакати. Скулптурата привлича голям брой местни жители, туристи и почитатели на изкуството от цял свят.
Списание Тайм описва скулптурата като ключово място за снимки и повече като дестинация, отколкото като произведение на изкуството. Ню Йорк Таймс пише, че това е едновременно „магнит за туристи“ и „необикновен предмет на изкуството“, а Ю Ес Ей Тъдей нарича скулптурата монументална абстрактна творба. Чикагският изкуствовед Едуард Лифсън смята, че Облачната врата е сред най-великите публични произведения на изкуството в света. Американското заваръчно дружество отличава Облачната врата, MTH Industries и PSI с награда за изключителна заваръчна работа. Тайм нарича парк Милениум едно от десетте най-добри архитектурни постижения на 2004 г., като посочва Облачната врата за една от основните атракции на парка.
Когато паркът за първи път отваря врати през 2004 г., полицията на Чикаго спира студент по журналистика в Колумбийския колеж, който работи по фотографски проект в парка Милениум, и конфискува филма му поради опасения от тероризъм. През 2005 г. скулптурата предизвика някои противоречия, когато на професионален фотограф без платено разрешение е отказан достъп до произведението. Както при всички произведения на изкуството, обхванати от американското законодателство за авторското право, скулпторът притежава авторските права върху своята скулптура. Това позволява на обществеността свободно да снима Облачната врата, но за всякаква търговска употреба на снимките се изисква разрешение от Капур или градската управа на Чикаго. Първоначално градът определя политика за събиране на такса срещу издаване на разрешително за снимки. Тези разрешителни първоначално са определени на 350 долара на ден за професионални фотографи, 1200 долара на ден за професионални видеографи и 50 долара на час за сватбени фотографи. Впоследствие политиката е променена, така че разрешителни се изискват само за мащабни филми, видео и фото заснемане, изискващи екипи и оборудване от най-малко десет души.

### Цитирана литература
- Baume, Nicholas. Anish Kapoor: Past Present Future.   The MIT Press, 2008. ISBN 978-0-262-02659-8.
- Gilfoyle, Timothy J. Millennium Park: Creating a Chicago Landmark.   University of Chicago Press, 2006. ISBN 978-0-226-29349-3.
- Jodidio, Philip. Architecture: Art.   Prestel, 2005. ISBN 3-7913-3279-1.
- Sharoff, Robert. Better than Perfect: The Making of Chicago's Millennium Park.   Walsh Construction Company, 2004.
- Thomas, Neil, Chadwick, Aran. Liquid Threshold.   Atelier One, 2009. ISBN 978-0-9562563-0-0.